# 50 metres llisos
Els 50 metres llisos són una prova atlètica de velocitat. És una prova exclusiva de la pista coberta, normalment dominada pels millors atletes dels 100 metres llisos disputats a l'aire lliure. És una alternativa als 60 metres llisos. Únicament es disputa a l'aire lliure en categories inferiors.

## Rànquing Mundial d'Atletes Masculins
| Posició | Temps   | Atleta         | País         | Data           | Lloc        |
| ------- | ------- | -------------- | ------------ | -------------- | ----------- |
| 1.      | 5.56[A] | Donovan Bailey | Canadà       | 9 febrer 1996  | Reno        |
| 1.      | 5.56[A] | Maurice Greene | Estats Units | 13 febrer 1999 | Los Angeles |
| 3.      | 5.58    | Leonard Scott  | Estats Units | 26 febrer 2005 | Liévin      |
| 4       | 5.61    | Manfred Kokot  | RDA          | 4 febrer 1973  | Berlín      |
| 4       | 5.61    | James Sanford  | Estats Units | 20 febrer 1981 | San Diego   |
| 4       | 5.61    | Michael Green  | Jamaica      | 16 febrer 1997 | Liévin      |
| 4       | 5.61    | Deji Aliu      | Nigèria      | 21 febrer 1999 | Liévin      |
| 4       | 5.61    | Jason Gardener | Regne Unit   | 16 febrer 2000 | Madrid      |
| 4       | 5.61    | Freddy Mayola  | Cuba         | 16 febrer 2000 | Madrid      |
| 10      | 5.62    | Emmit King     | Estats Units | 5 març 1986    | Kobe        |
| 10      | 5.62    | Andre Cason    | Estats Units | 15 febrer 1992 | Los Angeles |
| 10      | 5.62    | Eric Nkansah   | Ghana        | 21 febrer 1999 | Liévin      |
| 10      | 5.62    | Morne Nagel    | Sud-àfrica   | 24 febrer 2002 | Liévin      |

## Rànquing mundial d'atletes femenines
| Posició | Temps   | Atleta                 | País         | Data               | Lloc           |
| ------- | ------- | ---------------------- | ------------ | ------------------ | -------------- |
| 1.      | 5.96    | Irina Privalova        | Rússia       | 9 febrer del 1995  | Madrid Espanya |
| 2.      | 6.00    | Merlene Ottey          | Jamaica      | 4 febrer del 1994  | Moscou         |
| 3.      | 6.02    | Gail Devers            | Estats Units | 21 febrer del 1999 | Liévin         |
| 4.      | 6.04    | Chioma Ajunwa          | Nigèria      | 22 febrer del 1998 | Liévin         |
| 5.      | 6.05    | Savatheda Fynes        | Bahames      | 13 febrer del 2000 | Liévin         |
| 5.      | 6.05    | Philomena Mensah       | Canadà       | 13 febrer del 2000 | Liévin         |
| 7.      | 6.07[A] | Gwen Torrence          | Estats Units | 9 febrer del 1996  | Reno (Nevada)  |
| 8.      | 6.08    | Christy Opara-Thompson | Nigèria      | 16 febrer del 1997 | Liévin         |
| 9.      | 6.09    | Zhanna Block           | Ucraïna      | 2 febrer del 1993  | Moscou         |
| 10      | 6.11    | Marita Koch            | RDA          | 2 febrer del 1980  | Grenoble       |
| 10      | 6.11    | Liliana Allen          | Mèxic        | 13 febrer del 2000 | Liévin         |
| 10      | 6.11    | Christine Arron        | França       | 26 febrer del 2006 | Aubière        |